# SN 1984C
SN 1984C – supernowa odkryta 2 marca 1984 roku w galaktyce A133830-2755. W momencie odkrycia miała maksymalną jasność 17,50m.